# Nguyễn Thành Bộ
Nguyễn Thành Bộ (sinh năm 1956) là thẩm phán và chính trị gia người Việt Nam. Ông từng là đại biểu Quốc hội Việt Nam khóa 13, thuộc đoàn đại biểu Thanh Hoá, Chánh án Tòa án nhân dân tỉnh Thanh Hóa.

## Tiểu sử
Nguyễn Thành Bộ sinh ngày 20 tháng 12 năm 1956, người dân tộc Kinh, không theo tôn giáo nào.
Ông có quê quán ở xã Hải Lộc, huyện Hậu Lộc, tỉnh Thanh Hóa.
Ông có bằng Cử nhân chính trị và Cử nhân luật tư pháp.
Ngày 21 tháng 4 năm 1984, ông gia nhập Đảng Cộng sản Việt Nam.
Ông từng là Đại biểu Quốc hội Việt Nam khóa 13 nhiệm kì 2011-2016 thuộc đoàn đại biểu tỉnh Thanh Hóa, đồng thời là Chánh án Tòa án nhân dân tỉnh Thanh Hóa, Ủy viên Ủy ban Tư pháp của Quốc hội khóa 13.